# Szemu’el Rodenski

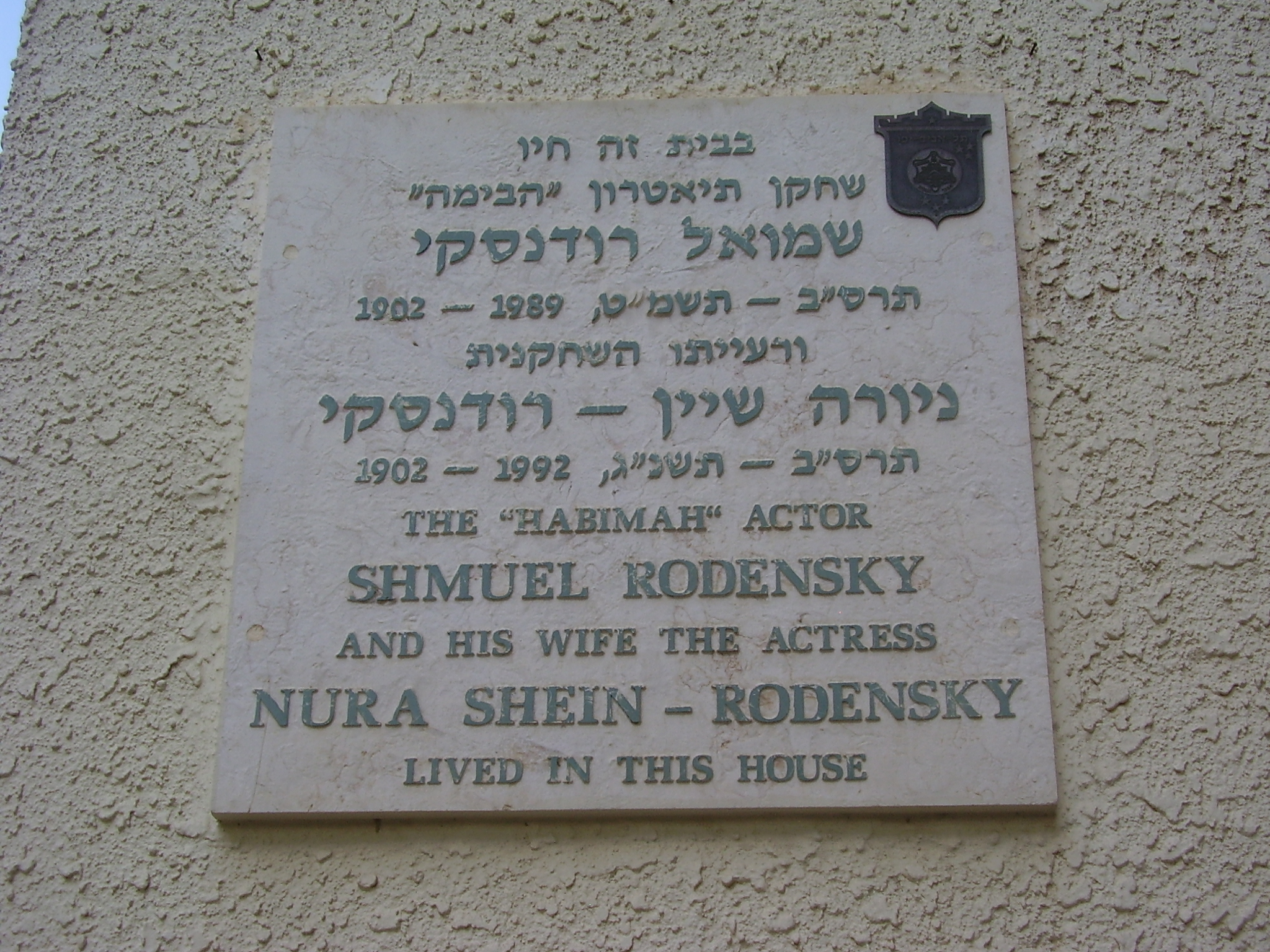
Tablica pamiątkowa w Tel Awiwie

Szemu’el Rodenski (ur. 10 grudnia 1904, zm. 18 lipca 1989) – izraelski aktor filmowy i teatralny.

## Życiorys
Urodził się w 10 grudnia 1904 w Smorgoniach w Imperium Rosyjskim, na terenie obecnej Białorusi. W roku 1924 wyjechał do Palestyny i zamieszkał w Tel Awiwie, gdzie rozpoczął karierę teatralną. Jest znany m.in. z roli Tewjego w musicalu Tuvia Vesheva Benotav (Skrzypek na dachu) z 1968 roku, choć wystąpił również w europejskich filmach, m.in. w Aktach Odessy z 1974 roku oraz w tym samym roku w miniserialu Mojżesz prawodawca.
Zmarł na zawał serca 18 lipca 1989 w Tel Awiwie.

## Filmografia[1]
- 1936: Zot Hi Ha'aretz
- 1956: Ma'aseh B'Monit – Boss
- 1963: Rak Ba'Lira
- 1964: Ha-Etmol Shel Maher
- 1964: Sallah Shabati
- 1965: Shabbat Hamalka
- 1966: Pas question le samedi
- 1968: Tuvia Vesheva Benotav – Tewje
- 1970: Shnei Kuni Leml – Rebbe Pinchas
- 1970: Heintje – Mein bester Freund – Aliosza
- 1971: Katz V'Carasso – Shmuel Katz
- 1973: Skorpion – Lang
- 1973: Rückstände – Sachs
- 1973: Karussells werden im Himmel gemacht – właściciel karuzeli
- 1974: Akta Odessy – Szymon Wiesenthal
- 1974: Mojżesz prawodawca(inne języki) (miniserial) – Jetro
- 1976: The Sell Out – Zafron
- 1977: Doda Clara – Meir
- 1977: Hershele
- 1977: Mivtsa Yonatan – przedstawiciel rodziny
- 1978: Der Gehilfe – Morris Bober
- 1979: Jesus (nie uwzględniony w czołówce) – Annas
- 1981: Silas (miniserial, epizod 1.1) – Bartolin
- 1983: Levin und Gutman (serial, wystąpił w 13 odcinkach) – Sammy Levin
- 1986: Alex Holeh Ahavah – Rabbi